# アリス (1988年の映画)
『アリス』（Něco z Alenky）は、1988年にスイス、イギリス、ドイツによって製作されたチェコスロバキア映画。ヤン・シュヴァンクマイエル監督で、同監督の初長編映画。

## 概要
ルイス・キャロルの『不思議の国のアリス』を原作に、シュヴァンクマイエル独自の世界観で脚色、映像化した作品。通常の不思議の国のアリスと異なり、ダークで陰気な雰囲気が全編を通して漂っている。生身の役者の演技と人形アニメーションとを組み合わせており、アリス役のクリスティーナ・コホウトヴァー以外はすべて人形である。1987年度アヌシー映画祭最優秀長編アニメーション映画賞受賞作。
原題のNěco z Alenkyはチェコ語で「アリスの何か」を意味する。

## 出演者
- クリスティナ・コホウトヴァー（アリス）

- カミーラ・パワー（英語版）（アリスの声）